# 요나스 헥토어
요나스 헥토어(Jonas Hector, 1990년 5월 27일 ~ )는 레프트 백으로 활약한 독일의 은퇴한 축구 선수이다. 그는 2014년부터 2019년까지 독일 축구 국가대표팀 일원으로 활약했다.